# Sân bay Naivasha
Sân bay Naivasha (ICAO: HKNV) là một sân bay ở Naivasha, Kenya.

## Hãng hàng không và điểm đến
| Hãng hàng không | Các điểm đến                |
| --------------- | --------------------------- |
| Safarlink       | Maasai Mara, Nairobi-Wilson |